# Limnophora transversalis
Limnophora transversalis este o specie de muște din genul Limnophora, familia Muscidae, descrisă de Zielke în anul 1971. Conform Catalogue of Life specia Limnophora transversalis nu are subspecii cunoscute.